# Без дураков (альбом)
«Без дураков» — студийный альбом Фёдора Чистякова, выпущенный в начале мая 2016 года.
Это первый за много лет альбом Чистякова, целиком состоящий из ранее не издававшихся песен, не содержащий каверов, ремейков и инструментальных композиций.

## Синглы
Композиции «Песня одноглазого пирата» и «Дефолт», были выпущены перед основным альбомом в виде синглов, а песня «Эхо Москвы», была презентована на одноимённой радиостанции в программе Александра Плющева «Один».

## Запись альбома
Финансирование проекта осуществлялось с привлечением краудфандинга, на платформе planeta.ru. Фёдор Чистяков записывает этот альбом вместе с участниками группы «Кафе», её лидер Алексей Смирнов кроме электрической, акустической и бас-гитары играет на таких инструментах, как банджо, калимба, дутар и казу. Он записан и сведён звукоинженером Евгением Турута в студии Open Tune c 16 декабря 2015 по 28 марта 2016.

## Содержание альбома
По признанию как самого Фёдора Чистякова «Весь альбом с новостями связан, он весь, как сводка новостей», при этом все рецензенты отмечают смешение героев новостей с героями, к примеру, комиксов, причудливый мир, «где Джеймс Бонд фигурирует через запятую с Аль-Каидой». Автором песен альбома названа Индиана Грей, чья личность не раскрывается. Фёдор Чистяков никак не подтвердил и не опроверг версии, что это его псевдоним. При этом альбом, в отличие от других сольных альбомов Чистякова не содержит никаких текстов с религиозным смыслом. Весёлый и злой абсурд первых десяти песен, одним из персонажей которого стала «уборщица Газпрома» переходит в горький вопрос «Скажи мне, долго ли осталось до третьей мировой войны?» в конце последней песни «Эхо Москвы».

### Список композиций
| №                   | Название                   | Длительность |
| ------------------- | -------------------------- | ------------ |
| 1.                  | «Песня одноглазого пирата» | 3:51         |
| 2.                  | «Ордер на арест»           | 5:12         |
| 3.                  | «Джеймс Бонд»              | 5:14         |
| 4.                  | «Дефолт»                   | 4:18         |
| 5.                  | «Харлей Дэвидсон»          | 3:53         |
| 6.                  | «Уборщица из Газпрома»     | 3:21         |
| 7.                  | «Хруст»                    | 3:32         |
| 8.                  | «Разведка боем»            | 5:34         |
| 9.                  | «Большой барьерный риф»    | 3:22         |
| 10.                 | «Термоядерный ответ»       | 5:52         |
| 11.                 | «Сувениры»                 | 5:19         |
| 12.                 | «Эхо Москвы»               | 5:22         |
| Общая длительность: | Общая длительность:        | 53:51        |

## Обложка
Обложка иллюстрирует десятый трек альбома «Термоядерный ответ». По первоначальному замыслу Фёдора Чистякова это должен был быть «Кинг-Конг в пилотке [который] стоит за штурвалом на подводной лодке, которая несется через суровое Северное море». Рисунок выполнил петербургский художник Максим Ляпунов, правда вместо штурвала он изобразил палубу, а в руки Кин-Конгу дал тёмные очки, похожие на те, которые носит Фёдор Чистяков.

## Реакция
В мае 2016 года, когда вышел альбом, он остался относительно малозамеченным. Назвал лучшим альбомом Чистякова со времён «Ноля» Александр Нурабаев, автор рецензии на РокКульте. Алексей Мажаев вскоре после выхода альбома, написал отрицательную рецензию. В ней он, отметив появление в сети отзывов о возвращении духа старого «Ноля», не согласился с ними, посчитал мир альбома слишком абсурдным, причудливым и непонятным. Евгений Никищенко, неофициальный летописец группы, также обратив внимание на абсурдизм текстов, объяснил его тем, что это адекватная передача той «каши в голове», остающейся у лирического героя после просмотра теленовостей.
Денис Ступников из KM.RU отметил, что новый альбом Чистякова, по сравнению с предыдущими, сравнительно минималистичен по музыке, Мажаев же, в свою очередь, писал, что «выражение эмоций, в том числе с помощью верного баяна, он теперь оставляет для композиций типа „Песня одноглазого пирата“ и „Большой барьерный риф“, которые можно охарактеризовать как детские». При этом большинство рецензентов отмечают, что в этом альбоме Фёдор Чистяков по-прежнему отлично владеет музыкальным материалом свободно смешивая стили и жанры («песни, которые из рокабилли могут без предупреждения вырасти в фолк, кантри, ритм-н-блюз, а потом ещё и взорваться гилморовским психоделическим соло») и оперируя музыкальными аллюзиями.
При этом музыкальный обозреватель Газеты.Ru Ярослав Забалуев назвал альбом в числе лучших альбомов 2016 года, а Денис Бояринов из «Кольты», подводя музыкальные итоги года, назвал «Без дураков» вместе с выпущенным в том же году юбилейным альбомом «Ноль+30» камбэком года.

## Рецензии
- Алексей Мажаев. Фёдор Чистяков - «Без дураков» ** (Слушать). www.intermedia.ru (9 мая 2016). Дата обращения: 12 мая 2016.
- Олег Гальченко. Фёдор Чистяков — «Без Дураков». Наш НеФормат. nneformat.ru (5 сентября 2016).
- Евгений Никищенко. Рецензия на альбом «Без дураков». nolhistory.ru (3 мая 2016).
- Ярослав Забалуев (29 декабря 2016). Чем заиграл уходящий год. Лучшие музыкальные альбомы 2016 года. Газета.Ru. Дата обращения: 1 марта 2018.
- Александр Нурабаев (5 мая 2016). Рецензия на альбом | Федор Чистяков - Без дураков (2016). Роккульт. Дата обращения: 2 марта 2018.